# Amblyseius sundi
Amblyseius sundi är en spindeldjursart som beskrevs av Pritchard och Baker 1962. Amblyseius sundi ingår i släktet Amblyseius och familjen Phytoseiidae. Inga underarter finns listade i Catalogue of Life.